# Le Baron Rouge
Pour plus de détails, voir Fiche technique et Distribution.
Ne doit pas être confondu avec Baron Rouge.
Le Baron Rouge (Von Richthofen and Brown) est un film américain réalisé par Roger Corman, sorti en 1971.

## Synopsis
En 1916, dans la France occupée, le baron Manfred von Richthofen, surnommé « le Baron Rouge », est à la tête d'une escadrille de chasse allemande et est opposé à son rival, l'as canadien Roy Brown.

## Fiche technique
- Titre original : Von Richthofen and Brown
- Titre français : Le Baron Rouge
- Réalisation : Roger Corman
- Scénario : John William Corrington et Joyce Hooper Corrington
- Photographie : Michael Reed
- Musique : Hugo Friedhofer
- Production : Gene Corman
- Pays d'origine : États-Unis
- Genre : guerre et biopic
- Date de sortie : 1971

## Distribution
- John Phillip Law (VF : Jacques Thébault) : Baron Manfred von Richthofen
- Don Stroud (VF : Daniel Gall) : Roy Brown
- Barry Primus (VF : Jacques Richard) : Hermann Göring
- Corin Redgrave (VF : Jacques Ferrière) : Major Lanoe Hawker VC
- Karen Ericson (VF : Perrette Pradier) : Ilse
- Hurd Hatfield (VF : Marcel Bozzuffi) : Anthony Fokker
- Stephen McHattie : Werner Voss
- Brian Foley : Lothar von Richthofen
- Robert La Tourneaux (VF : Michel Bedetti) : Ernst Udet
- Peter Masterson (VF : Henri Virlojeux) : Major Oswald Boelcke
- Clint Kimbrough (VF : René Bériard) : Major von Höppner
- Tom Adams (VF : Jean Berger) : Major Owen
- Ferdy Mayne (VF : Serge Nadaud) : Père de Richthofen
- David Weston (VF : Philippe Mareuil) : Lieutenant Murphy
- Gordon Phillips (VF : Louis Arbessier) : Colonel Cargonico
- Seamus Forde (VF : Serge Nadaud) : Kaiser Guillaume
- Fred Johnson (VF : Jean Berton) : Steiner, le joailler
- Des Nealon (VF : Michel Gudin) : Major
- Vernon Hayden (VF : Fernand Fabre) : Colonel Trackl
- Peadar Lamb (VF : Jean Violette) : Officier au moulin
- Shane Briant : Pilote allemand